# Conognatha ovatula
Conognatha ovatula es una especie de escarabajo del género Conognatha, familia Buprestidae. Fue descrita científicamente por Hoscheck en 1931.